# 興之介
興之介（こうのすけ、1988年12月17日 - ）は、日本の男性キックボクサー。東京都町田市出身。治政館所属。ジャパンキックボクシング協会(JKA)ライト級4位。

## 来歴
- 2013年（平成25年）1月13日　新日本キックボクシング協会 BRAVE HEARTS 21 でプロデビュー。和己と対戦し、2R判定2－0で勝利[2]。

## 戦績
| キックボクシング 戦績 | キックボクシング 戦績 | キックボクシング 戦績 | キックボクシング 戦績 | キックボクシング 戦績 | キックボクシング 戦績 | キックボクシング 戦績 |
| --------------------- | --------------------- | --------------------- | --------------------- | --------------------- | --------------------- | --------------------- |
| 21 試合               | (T)KO                 | 判定                  | その他                | 引き分け              | 無効試合              |                       |
| 12 勝                 | 4                     | 8                     | 0                     | 1                     | 0                     |                       |
| 8 敗                  | 7                     | 1                     | 0                     | 1                     | 0                     |                       |

| 勝敗 | 対戦相手                   | 試合結果                         | 大会名                                                       | 開催年月日     |
| ○    | 旭野穂                     | 1R 2:23 TKO (レフェリーストップ) | ジャパンキックボクシング協会 KICK Insist12                   | 2022年3月20日  |
| ×    | 吉田凛汰朗                 | 3R 1:13 TKO                      | ジャパンキックボクシング協会 KICK Insist11                   | 2021年11月21日 |
| ×    | 内田雅之                   | 3R 3:00 TKO (レフェリーストップ) | ジャパンキックボクシング協会 Challenger2～Beyond the limit～ | 2021年5月29日  |
| ×    | 睦雅                       | 1R 2:34 TKO                      | ジャパンキックボクシング協会 KICK Insist10                   | 2020年11月22日 |
| ×    | 永澤サムエル聖光           | 3R 1:49 TKO                      | ジャパンキックボクシング協会 KICK ORIGIN 2020 1st            | 2020年1月5日   |
| ×    | ダウサヤーム・ノーナクシン | 2R 1:33 TKO                      | ジャパンキックボクシング協会 KICK Insist9                    | 2019年11月9日  |
| ○    | キム・ボーガン             | 3R終了 判定2-0                   | KICK ORIGIN～ジャパンキックボクシング協会旗揚げ戦～          | 2019年8月4日   |
| ○    | 翼                         | 3R終了 判定3-0                   | ジャパンキックボクシング協会 プレ旗揚げ興行 KICK-Origin      | 2019年5月12日  |
| ○    | 増田侑也                   | 2R 0:49 TKO                      | 新日本キック WINNERS 2019 1st                                | 2019年1月6日   |
| △    | 角谷祐介                   | 3R終了 判定1-1                   | 新日本キック KICK Insist8                                    | 2018年11月11日 |
| ○    | パントリー杉並             | 1R 1:11 KO                       | 新日本キック WINNERS 2018 3rd                                | 2018年8月4日   |
| ○    | 内田将仁                   | 2R 1:51 TKO                      | 新日本キック WINNERS 2018 2nd                                | 2018年5月13日  |
| ×    | MasakIラジャサクレック     | 2R 3:02 TKO                      | 新日本キック WINNERS 2018 1st                                | 2018年1月7日   |
| ○    | 内田将仁                   | 3R終了 判定3-0                   | 新日本キック KICK Insist5                                    | 2015年11月15日 |
| ×    | MasakIラジャサクレック     | 2R 2:25 KO                       | 新日本キック WINNERS 2015 3rd                                | 2015年8月30日  |
| ○    | 高山裕喜                   | 3R終了 判定3-0                   | 新日本キック KICK Insist4                                    | 2014年11月16日 |
| ×    | NAOKI                      | 3R終了 判定0-3                   | 新日本キック WINNERS 2014 3rd                                | 2014年8月24日  |
| ○    | 梅木裕介                   | 2R終了 判定3-0                   | 新日本キック WINNERS 2014 2nd                                | 2014年5月18日  |
| ○    | 増田侑也                   | 2R終了 判定3-0                   | 新日本キック WINNERS 2014                                    | 2014年1月12日  |
| ○    | SATOSHI                    | 2R終了 判定2-0                   | 新日本キック BRAVE HEARTS 22                                 | 2013年5月19日  |
| ○    | 和己                       | 2R終了 判定2-0                   | 新日本キック BRAVE HEARTS 21                                 | 2013年1月13日  |